# زبير التركي
زبير التركي (1924 - 23 أكتوبر 2009)، رسام ونحات تونسي ومن كبار رواد الفن التشكيلي في تونس. شارك في العديد من العروض الفنية الدولية.

## حياته
ولد في مدينة تونس العتيقة عام 1924 بمدينة تونس في عائلة تركية الأصل، درس بجامع الزيتونة، ثم بمعهد الدراسات العليا وبمدرسة الفنون الجميلة بتونس.
عُيّن أستاذًا لللغة العربية بالمدارس الفرنسية أثناء الاستعمار الفرنسي لتونس، غير أنه دعى للإضراب أثناء الأحداث العنيفة عام 1952 مما جعله يُطرد من عمله. سافر إثر ذلك زبير التركي إلى السويد، حيث التحق بأكاديمية الفنون الجميلة باستوكهولم، ليتم فيها دراسته، ثم عاد بعد الاستقلال إلى تونس.
اشتهر بانتمائه للمدرسة التشخيصية. سرعان ما أصبح الرائد التونسي لفن الرسم وأخذت لوحاته شهرة واسعة، كما كانت تظهر رسوماته في الكتب المدرسية والطوابع البريدية وغيرها. شغل لفترة طويلة منصب مسؤول كبير للفنون في وزارة الثقافة التونسية. أسس زبير التركي الاتحاد الوطني للفنون التشكيلية بتونس، الذي ترأسه حتى مغادرته الطوعية، كما أسس الاتحاد المغاربي للفنون التشكيلية. وحصل على جوائز بينها جائزة رئيس الجمهورية في 2008.

## جوائز و أوسمة
- جائزة 7 نوفمبر للإبداع[2]

## وفاته
فارق الحياة في 23 أكتوبر 2009 عن عمر يناهز 85 عاما، وقد نعته وزارة الثقافة التونسية وأيضا الرئيس التونسي زين العابدين بن علي.’

## ذكراه
- لوحة زبير التركي في طريقها للعودة إلى واجهة مقر البريد التونسي بصفاقس.[5]
- حوار يبث لأول مرة.. "رحلة الايام" مع زبير التركي[6]
- معرض فني تكريما لذكرى زبير التركي[7]

## وصلات خارجية
- (بالفرنسية) « Zoubeïr Turki : la figure avant toute chose » ضمن برنامج 24heures à Tunis على قناة TV5 الفرنسية بتاريخ 14 مارس 2004.
- الصباح، 24 أكتوبر 2009، الفنان زبير التركي في ذمة الله